# Manfreda

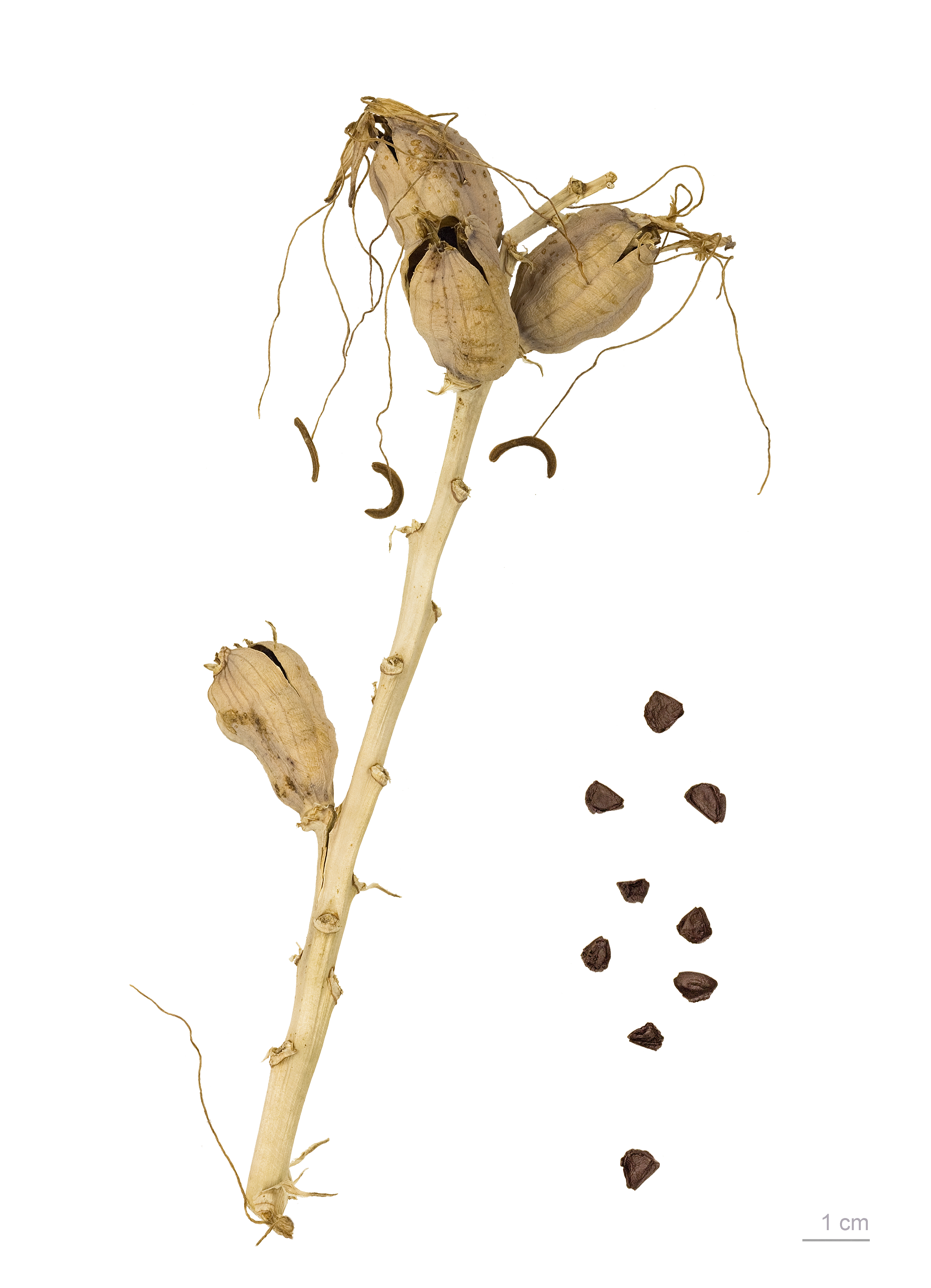
Manfreda maculosa

Manfreda es un género de cerca de 20 especies de plantas en la familia Agavaceae. Junto con Polianthes, miembros de las comúnmente llamadas tuberosas; algunas autoridades clasifican la Manfreda con Polianthes, mientras que otros los agrupan con Agave.
Son nativas de los Estados Unidos meridionales, México, y América Central.

## Descripción
Como otros en la familia del agave, las tuberosas tienen rosetones de las hojas que ramifican de un vástago muy corto, y flores en el extremo de un tallo largo. Las flores son tubulares y blanquecinas, amarillo, verde, o pardusco, con los estambres muy largos.
La tuberosa de Tejas (Manfreda maculosa) es notable para tener hojas verde intenso cubiertas con los puntos púrpuras.

## Taxonomía
El género fue descrito por Richard Anthony Salisbury y publicado en The Genera of Plants 78. 1866.

## Especies
Especies aceptadas:
1. Manfreda brunnea  (S.Watson) Rose - Tamaulipas
2. Manfreda bulbulifera Castillejos & E.Solano - Guerrero
3. Manfreda chamelensis E.J.Lott & Verh.-Will. - Jalisco
4. Manfreda elongata Rose - Durango, Jalisco, Nayarit
5. Manfreda fusca Ravenna - Guatemala
6. Manfreda galvaniae A.Castañeda, S.Franco & García-Mend. - México
7. Manfreda guerrerensis Matuda - Guerrero
8. Manfreda guttata (Jacobi & C.D.Bouché) Rose - central México
9. Manfreda hauniensis (J.B.Petersen) Verh.-Will. - central México
10. Manfreda involuta McVaugh - Zacatecas, Nayarit, Jalisco
11. Manfreda jaliscana Rose - northwestern México
12. Manfreda justosierrana García-Mend. - Guerrero
13. Manfreda littoralis García-Mend., A.Castañeda & S.Franco - Guerrero, Oaxaca
14. Manfreda longiflora (Rose) Verh.-Will. - Tamaulipas, Nuevo León, Texas
15. Manfreda maculata (Mart.) Rose - México State, Guerrero, Oaxaca
16. Manfreda maculosa (Hook.) Rose
17. Manfreda malinaltenangensis Matuda - México State
18. Manfreda nanchititlensis Matuda - México State
19. Manfreda paniculata L.Hern., R.A.Orellana & Carnevali - Yucatán
20. Manfreda parva Aarón Rodr. - Guerrero
21. Manfreda petskinil R.A.Orellana, L.Hern. & Carnevali - Yucatán
22. Manfreda planifolia (S.Watson) Rose - Sonora, Chihuahua
23. Manfreda potosina (B.L.Rob. & Greenm.) Rose - Nuevo León, San Luis Potosí
24. Manfreda pringlei Rose - central México
25. Manfreda pubescens (Regel & Ortgies) Verh.-Will. ex Espejo & López-Ferr. - Morelos, Oaxaca, Chiapas
26. Manfreda revoluta (Klotzsch) Rose - México State
27. Manfreda rubescens Rose - Jalisco, Nayarit
28. Manfreda scabra (Ortega) McVaugh
29. Manfreda sileri Verh.-Will. – Siler's Tuberose - Tamaulipas, Texas
30. Manfreda singuliflora (S.Watson) Rose - Sonora, Chihuahua
31. Manfreda umbrophila García-Mend. - Guerrero, Oaxaca
32. Manfreda undulata (Klotzsch) Rose
33. Manfreda variegata (Jacobi) Rose – Amole Akayman, Mottled Tuberose -
34. Manfreda verhoekiae García-Mend - Oaxaca
35. 'Manfreda virginica (L.) Salisb. ex Rose